# 인천온라인학교
인천온라인학교는 인천광역시 부평구에 있는 공립 각종학교이다.

## 학교 연혁
- 2023년 9월 1일 : 계산여자고등학교 교사(명혜관)에서 개교
- 2024년 3월 1일 : 인천온라인학교 신설동(갈산초등학교 별관)으로 이전 완료